# Sengese
Un sengese est un couteau de jet des Matakam du nord-est du Nigeria ou du nord du Cameroun. 

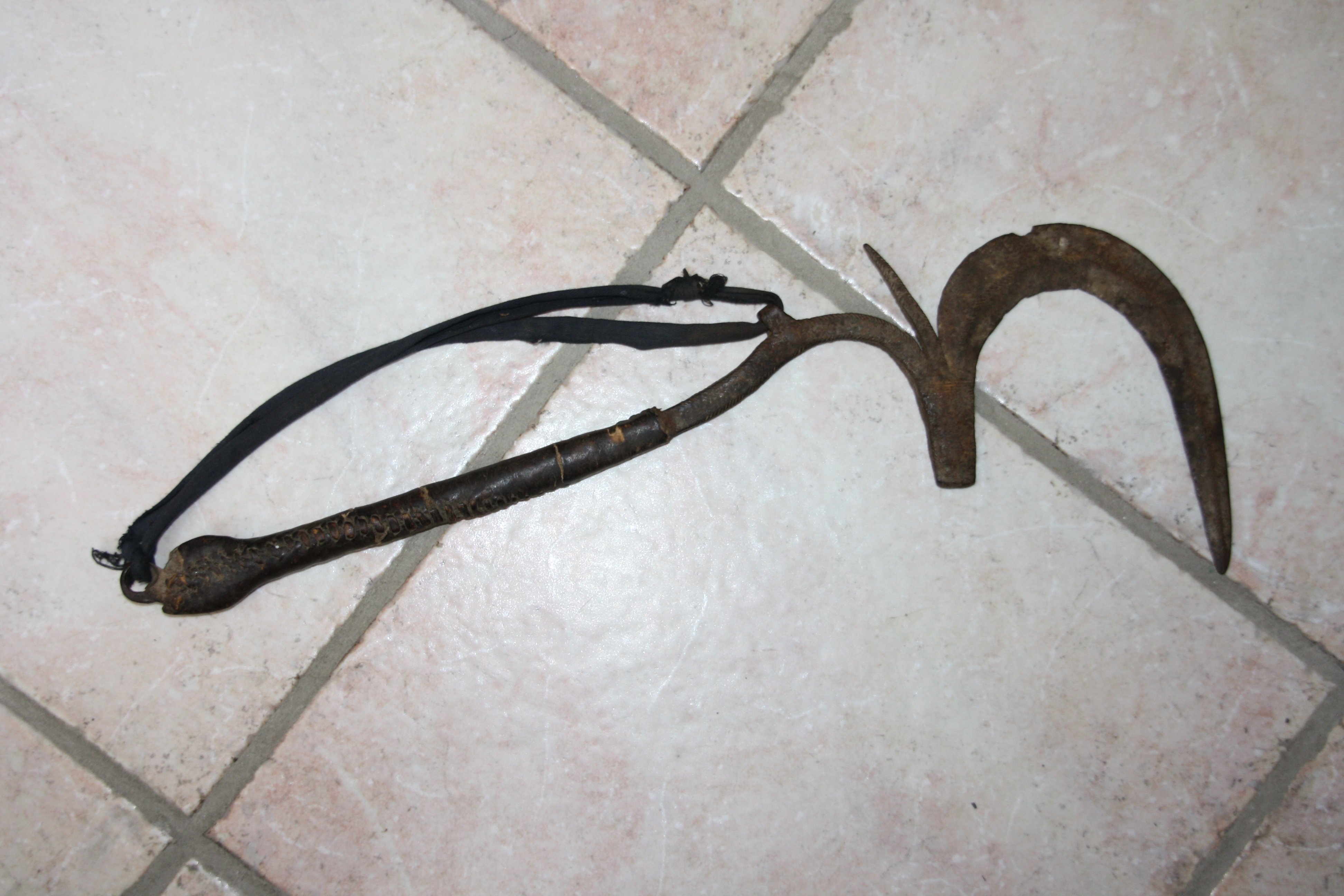
Sengese des Matakam du Cameroun

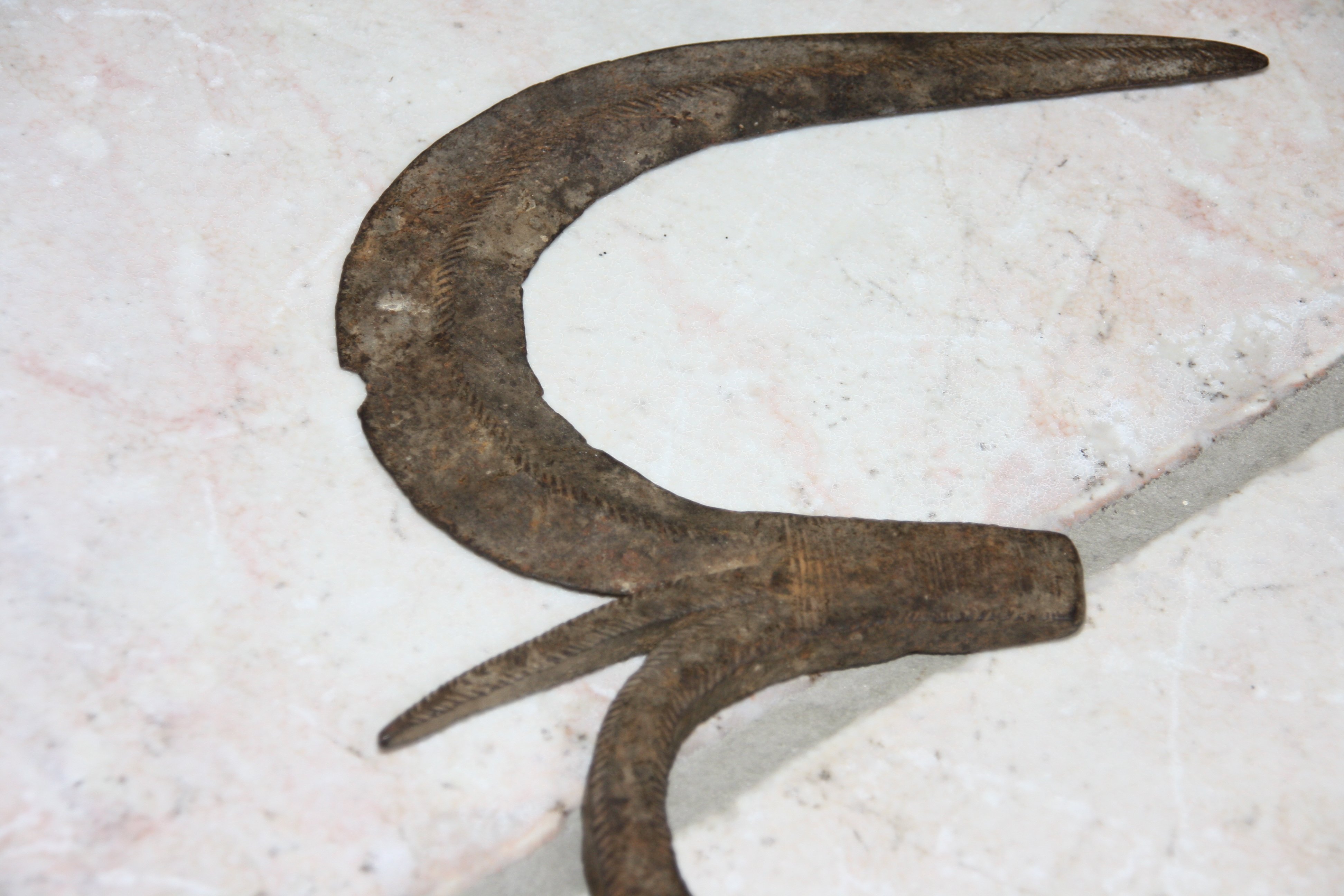
Sengese des Matakam du Cameroun détail de la lame

## Caractéristiques
Il est de forme sinueuse et sa poignée est souvent habillée de cuir. Il peut également s'agir d'une monnaie d'échange.